# Martin Heider (Kustos)
Martin Heider (* 1970 in Sangerhausen) ist ein deutscher Betriebswirt, Leiter der Münsterverwaltung und Kustos am Doberaner Münster. Er ist Autor verschiedener Werke zur Geschichte des Kirchenbaus.

## Leben
Heider nahm ab 1986 über 15 Jahre jeden Sommer an der „Doberan Aktion “ teil. Dies war eine kirchliche Rüstzeit junger Menschen, zu der Führungsdienste im Doberaner Münster gehörten. Nach Ausbildung, Meisterstudium, Berufspraxis und verschiedenen Weiterbildungen folgte ein dreijähriges Studium zum Diplom-Betriebswirt (FH) an der SRH-Hochschule Heidelberg und an der Staffordshire University (England). Dafür erhielt er ein Stipendium des Evangelischen Studienwerks Villigst.
Seit 2001 ist er als Leiter der Münsterverwaltung und als Kustos des Doberaner Münsters tätig. Er hatte die Münsterverwaltung bei der Evangelisch-Lutherischen Kirchengemeinde Bad Doberan konzeptionell initiiert. Heider ist u. a. für die Verwaltung der Restaurierungsarbeiten, die Münsterfinanzen, den Bereich Kirche und Tourismus, das Führungs- und Sonderführungsprogramm im Münster samt der Münsterführerschulung zuständig. Er entwickelte zwölf thematische Sonderführungen. In den Jahren 2001 bis 2024 wurden rund sieben Millionen Euro in das Doberaner Münster investiert.
Ein Schwerpunkt seiner Arbeit ist die Kooperation mit Bauforschern, Denkmalpflegern, Kunsthistorikern sowie kirchlichen und touristischen Netzwerken. Sein Interesse gilt der Geschichte des Münsters, wozu er im Landeshauptarchiv Schwerin und in anderen Archiven recherchiert.
Er ist Autor verschiedener Fachpublikationen, die u. a. im Michael Imhof Verlag und im Eigenverlag der Kirchengemeinde am Münster publiziert wurden. Zusammen mit Christian Kayser (München) ist er Herausgeber eines Bandes über die Baugeschichte des Münsters, an dem sich verschiedene Fachautoren beteiligten. Im Jahr 2021 erschien der Band Die Geschichte von Althof. Von der Gründung des Klosters Doberan bis in die Gegenwart. Im Jahr 2023 entstand eine 336 Monographie über das Doberaner Wirtschaftsgebäude mit 250 z. T. erstmals veröffentlichte Abbildungen. Schwerpunkt seiner Publikationen sind neue aus der Aktenrecherche gewonnene Erkenntnisse.
Martin Heider ist Konventuale im Doberaner Klosterkonvent, seit 2013 im Leitungskreis der Gemeinschaft Evangelischer Zisterzienser-Erben in Deutschland und wurde Anfang Juni 2024 als Kapitulare in den Freundeskreis des Klosters Amelungsborn aufgenommen.

## Publikationen (Auswahl)
Monographien und Sammelbände
- Münster Bad Doberan. Rundgang und Führung. Evang.-luther. Kirchengemeinde, Bad Doberan 2005, OCLC 1237703087 (11., überarb. Ausgabe 2021).
- Das Doberaner Münster in der Zeit des Dreißigjährigen Krieges. ß Verlag & Medien, Rostock 2018, ISBN 978-3-940835-60-4.
- Hrsg. mit Christian Kayser: Das Doberaner Münster. Bau – Geschichte – Kontext. Michael Imhof, Petersberg 2020, ISBN 978-3-7319-0004-7.
- Das Doberaner Münster in der Zeit des Dreißigjährigen Krieges. Bad Doberan 2021. 48 Seiten, 31 Abbildungen, 2. überarbeitete Auflage, ISBN 978-3-911615-03-7.
- Die Geschichte von Althof. Von der Gründung des Klosters Doberan. Michael Imhof, Petersberg 2021, ISBN 978-3-7319-1157-9.
- Das Doberaner Wirtschaftsgebäude in den zeitgenössischen Quellen – Vom Mittelalter bis zur Erhebung Doberans zur großherzoglichen Sommerresidenz im Jahr 1793. Evang.-luther. Kirchengemeinde, Bad Doberan 2023. 336 Seiten, 250 z. T. erstmals veröffentlichte Abbildungen. ISBN 978-3-911615-02-0.
- Münster Bad Doberan, Rundgang und Führung. Bad Doberan 2024. 32 Seiten, 31 Abbildungen (12. überarbeitete Ausgabe), ISBN 978-3-911615-01-3.
- 669 Fotos vom Doberaner Münster. USB-Stick samt PDF Münster Bad Doberan, Rundgang und Führung. Bad Doberan 2024.

Artikel in Sammelbänden
- Frühneuzeitliche Beschreibungen des Doberaner Münsters – Zur Herkunft mehrerer Peter Eddelin zugeschriebener Schriften des späten 17. und frühen 18. Jahrhunderts und ihrem Verhältnis zueinander. S. 267–273. In: Gerhard Weilandt, Kaja von Cossart: Die Ausstattung des Doberaner Münsters – Kunst im Kontext. Petersberg 2018, ISBN 978-3-7319-0176-1.
- Neue Erkenntnisse über die Restaurierungsarbeiten am Doberaner Münster vom 16.–18. Jahrhundert nach zeitgenössischen Quellen. In: Backsteinbaukunst zur Denkmalkultur in Europa. Band IX, Wismar 2021, S. 120–131, ISBN 978-3-9821691-1-8.
- Auf den Spuren der romanischen Bausubstanz im Kloster Doberan. In: Ernst Badstübner, Dirk Schumann, Tilo Schöfbeck (Hrsg.): Früher Backsteinbau zwischen Ostsee und Alpen. Lukas Verlag, Berlin 2024, S. 391–421, ISBN 978-3-936872-75-0.